# Leithöfe
Leithöfe ist ein Weiler, der zur Ortsgemeinde Winnweiler im Donnersbergkreis in Rheinland-Pfalz gehört.

## Lage
Leithöfe liegt südwestlich von Winnweiler, zwischen Höringen und Potzbach an einer Abzweigung.

## Geschichte
Der Leithof, wie der Ort eigentlich heißt, wurde erstmals im Jahr 1518 urkundlich erwähnt, erste Siedlungsspuren gehen aber auf das 11. Jahrhundert zurück. Der Leithof war damit älter als der Hauptort Potzbach, zu der der Leithof politisch gehörte. Der Ort hatte im Jahr 1910 45 Einwohner, im Jahr 1959 43 Einwohner. 1979 wurde der Ort zusammen mit Potzbach nach Winnweiler eingemeindet.
Bei der Einführung der vierstelligen Postleitzahlen 1961 kam der Ort versehentlich als "Leithöfe" in das Postleitzahlenbuch und hat diesen Namen bis heute behalten. Er dient aber auch zur Unterscheidung vom Leithof bei Orbis, ebenfalls im Donnersbergkreis.

## Infrastruktur
Durch den Ort führt die Landesstraße 390, von der die Kreisstraße 1 nach Potzbach abzweigt.